# Mircea Eliade
Mircea Eliade (AFI: [ˈmirt͡ʃe̯a eliˈade]; Bucarest, 13 marzo 1907 – Chicago, 22 aprile 1986) è stato uno storico delle religioni, antropologo, scrittore, filosofo, mitografo e saggista rumeno.
Uomo di grande cultura, assiduo viaggiatore, parlava e scriveva correntemente diverse lingue: rumeno, francese, tedesco, italiano, inglese, ebraico, persiano e sanscrito.

## Biografia
Nato a Bucarest, era figlio dell'ufficiale delle forze terrestri rumene Gheorghe Eliade (il cui cognome originario era Ieremia) e di Jeana, nata Vasilescu. Credente ortodosso, Gheorghe Eliade registrò la nascita del figlio quattro giorni prima della data effettiva, per farla coincidere con la festa liturgica dei Quaranta Martiri di Sebaste. Mircea Eliade aveva una sorella, Corina, madre del semiologo Sorin Alexandrescu. La sua famiglia si spostò tra Tecuci e Bucarest, stabilendosi infine nella capitale nel 1914, e acquistando una casa in via Melodiei, vicino a Piața Rosetti, dove Mircea Eliade risiedette fino all'adolescenza.
A 14 anni pubblicò il suo primo racconto, Come ho scoperto la pietra filosofale.
Nel 1925 si iscrisse alla facoltà di Lettere e Filosofia all'Università di Bucarest. Furono, quelli, anni di incontri e di viaggi: Constantin Noica, Emil Cioran (che nel 1986 gli dedicherà uno dei suoi Exercises d'admiration) e Eugène Ionesco, con i quali mantenne una lunga amicizia. Affascinato dalla cultura italiana e dal pensiero di Giovanni Papini (fino al punto di imparare l'italiano per leggerne le opere), soggiornò in Italia nel 1927 e nel 1928.
Nel 1927 si impegnò attivamente nella "Nuova Generazione Romena": i suoi articoli di questo periodo contribuirono a formare l'assetto teorico della Guardia di Ferro, movimento ultranazionalista di ispirazione fascista. Criticò l'illuminismo, la massoneria, i regimi democratici "di importazione straniera" e il bolscevismo, e auspicò l'"insurrezione etnica" contro le minoranze locali e il pericolo di un'"invasione ebrea".
Dopo la laurea in filosofia (1928) con una tesi su La filosofia italiana da Marsilio Ficino a Giordano Bruno vinse una borsa di studio per studiare a Calcutta la filosofia indiana con Surendranath Dasgupta, in casa del quale incontrò Giuseppe Tucci. Il viaggio in India durò dal novembre 1928 al dicembre 1931, avendo come sede principale Calcutta (dove Eliade cominciò a studiare il sanscrito), ma comprendendo anche diversi viaggi nell'India del nord e un soggiorno di alcuni mesi in un ashram vicino Rishikesh, ai piedi dell'Himalaya.
L'esperienza e gli studi di questo periodo e lo stretto contatto con le religioni dell'India influenzarono e orientarono profondamente il suo pensiero. Fu qui che preparò la sua tesi di dottorato, discussa a Bucarest nel 1933 col titolo di La psicologia della meditazione indiana, pubblicata a Parigi nel 1936 con il titolo Yoga, essai sur les origines de la mystique indienne (che diventerà, dopo successive rielaborazioni, il classico saggio Lo yoga, immortalità e libertà).

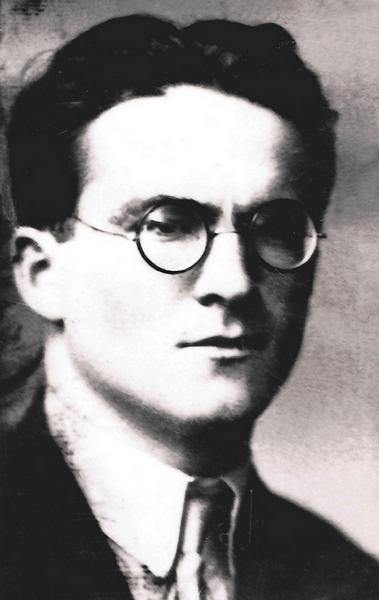
Mircea Eliade nel 1933.

Dal 1933 al 1940 insegnò filosofia all'università di Bucarest e svolse un'intensa attività editoriale, pubblicando vari romanzi e saggi. Alla fine della guerra mondiale si trasferì a Parigi, dove rimase fino al 1956. Qui insegnò, scrisse, ebbe contatti fittissimi con università e intellettuali di vari paesi: invitato da Jung, cominciò a partecipare alle conferenze di Eranos nel 1950, ma condusse sostanzialmente una difficile vita da esule. Dal 1957 la sua attività ufficiale fu di professore di storia delle religioni all'Università di Chicago, ma continuò nel frattempo a viaggiare moltissimo, a pubblicare (quasi tutto in Francia) e a svolgere fittissime attività accademiche. Dal 1960 al 1972, insieme a Ernst Jünger, diresse la rivista di storia delle religioni Antaios, pubblicata dall'Editore Klett di Stoccarda.
Morì a Chicago il 22 aprile 1986, un mese dopo l'uscita, a Parigi, dell'ultima raccolta di saggi, Briser le toit de la maison. La sua eredità letteraria fu raccolta dapprima dall'allievo Ioan Petru Culianu, che però morì misteriosamente assassinato in una toilette dell'Università di Chicago nel 1991, successivamente da David Brent e dalla vedova Christinel Eliade (e, dopo la morte di quest'ultima, dal nipote Sorin Alexandrescu).

## Legami con Nae Ionescu
Nel periodo in cui insegnò filosofia all'università di Bucarest, anche per la sua vicinanza a Nae Ionescu, Eliade manifestò una certa sua simpatia per il Movimento Legionario di Corneliu Codreanu, chiamato anche Guardia di ferro, formazione ultranazionalista in cui vedeva «una rivoluzione cristiana per una nuova Romania» e un gruppo «in grado di riconciliare la Romania con Dio». Negli anni 1936-1937 scrisse alcuni articoli filo-legionari, alcuni in elogio dei leader legionari Ion Moța e Vasile Marin, entrambi caduti come combattenti volontari nella guerra civile spagnola (a fianco delle truppe di Franco).
Nel 1938 incontrò a Bucarest Julius Evola (ammiratore di Codreanu), con cui ebbe una corrispondenza regolare. Nell'estate di quell'anno, mentre Codreanu e altri leader guardisti erano in prigione dopo il varo della nuova Costituzione del regime autoritario di Carol II (febbraio 1938), fu arrestato e imprigionato a Miercurea Ciuc, per via della vicinanza a Nae Ionescu (fiancheggiatore della Guardia di Ferro). Venne liberato nell'autunno del 1938, dopo aver firmato una dichiarazione di astensione da qualunque attività politica.
Nel marzo 1940 Eliade venne nominato consigliere culturale della Legazione del Regno di Romania a Londra. In seguito alla rottura dei rapporti diplomatici tra la Gran Bretagna e la Romania, nel febbraio 1941 si trasferisce presso la Legazione del Regno di Romania a Lisbona, dove resterà in servizio fino alla fine della guerra. Nel 1942 scrisse Salazar și revoluția în Portugalia, un'apologia del regime corporativo di Salazar.
Per le sue amicizie giovanili con alcuni membri o simpatizzanti del Movimento Legionario, lo studioso fu criticato da alcuni suoi colleghi europei di sinistra, specialmente in Francia e in Italia.
Nel 1949, il progetto di pubblicare Tecniche dello yoga e Trattato di storia delle religioni nell'ambito della Collana viola della Einaudi fu oggetto di contrasti a causa delle simpatie politiche dell'autore. Cesare Pavese, curatore della collana, difese la scelta di includervi opere dello studioso rumeno in una lettera al dirigente comunista Antonio Giolitti:

## Pensiero
Eliade fu fenomenologo delle religioni, antropologo, filosofo e saggista; studioso del mondo arcaico e orientale, esperto di yoga e di sciamanesimo.

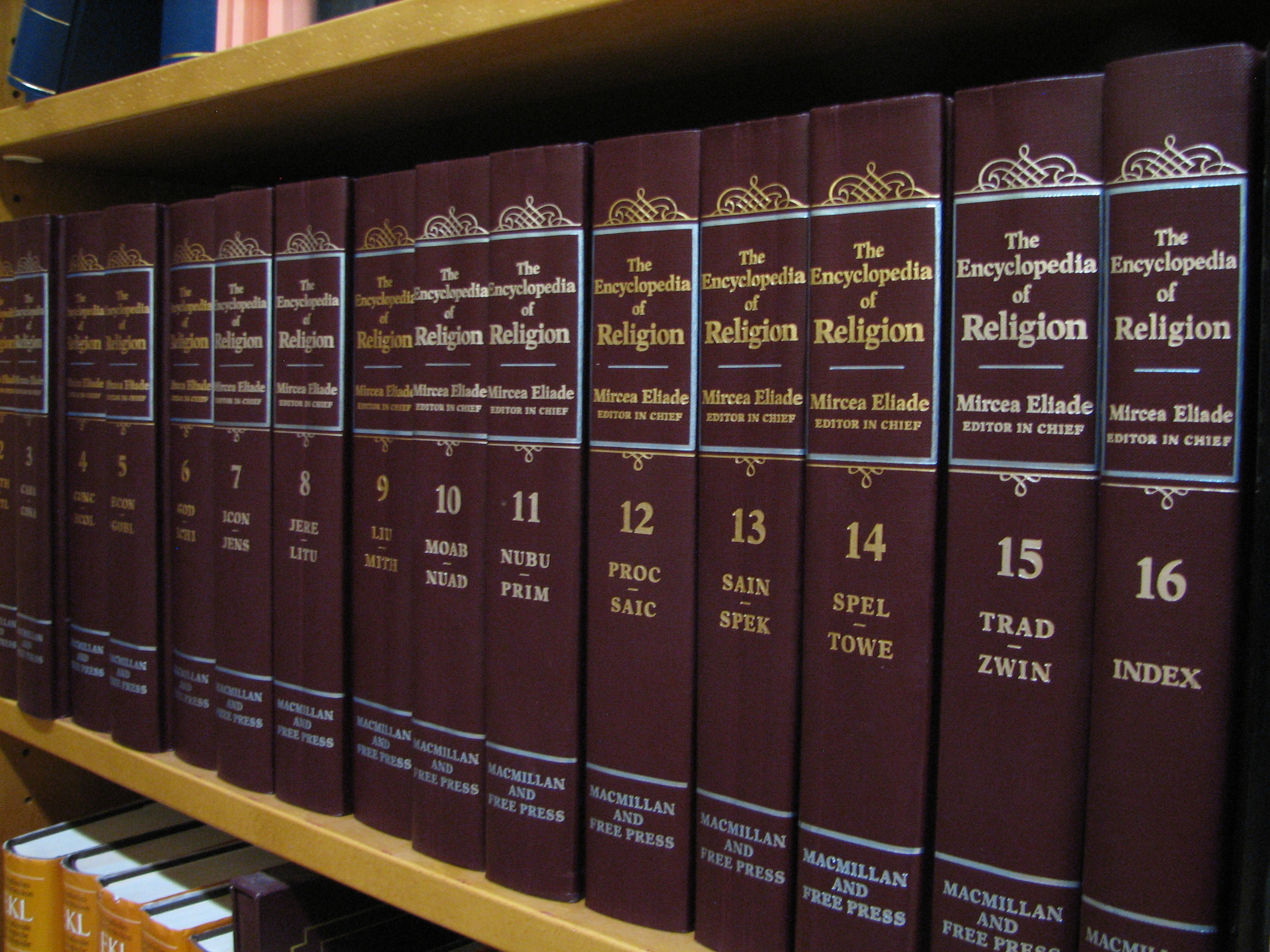
Volumi dell'Encyclopedia of Religion editi da Mircea Eliade come caporedattore. Pubblicati da Macmillan, l'opera gli valse la Dartmouth Medal dell'American Library Association nel 1988.

Il suo pensiero, rispetto a molti altri antropologi, si caratterizza non solo per l'attenzione ma per una sua sentita adesione al mondo arcaico, una sintonia che egli manifesta nel primato antropologico che egli riconosce alla categoria del sacro.

### Il mito dell'eterno ritorno
È un saggio scritto nel 1945 e pubblicato nel 1949.
Così spiega Eliade nell'introduzione alla versione italiana de Le Mythe de l'éternel retour, dove indaga la fenomenologia del sacro attraverso le sue tre manifestazioni, il rito, il mito e il simbolo, che riescono a esprimere concetti sull'essere ed il non essere, non riscontrabili altrimenti nelle lingue arcaiche. La storia delle religioni si era mossa in un primo momento sull'indagine sociologica ed etnologica; è con Rudolf Otto che la ricerca si muove in un'ottica di manifestazione, di ierofania, e separa nettamente il sacro da ciò che gli storici chiamarono mana, una "forza impersonale".
Eliade, comparando differenti tradizioni e testi, dimostra la volontà nell'uomo arcaico di tornare a quel tempo primordiale, quando il gesto sacro fu compiuto da dei, eroi o antenati. Le azioni archetipali, base della cosmogonia, furono rivelate in un Tempo Mitico, metastorico. La loro ripetizione rituale interrompe il tempo storico e riconduce all'illud tempus, il Tempo Mitico. La ripetizione simbolica della cosmogonia rigenera il tempo nella sua totalità. "Nell'aspirazione a ricominciare una vita entro una nuova Creazione - aspirazione manifestamente presente in tutti i cerimoniali di fine e di principio d'anno - traspare anche il desiderio paradossale di giungere ad inaugurare un'esistenza a-storica, cioè di poter vivere esclusivamente in un tempo sacro".
Eliade scrive che "un ciclo cosmico contiene una Creazione, un'esistenza (= storia, esaurimento, degenerescenza) e un ritorno al caos (ekpyrōsis, ragna-rök, pralaya, Atlantide, apocalisse). Quanto alla struttura, un Grande Anno sta all'anno come questo al mese e al giorno. Ma quel che ci interessa a questo proposito è anzitutto la speranza di una rigenerazione totale del tempo, evidente in tutti i miti e le dottrine che implicano cicli cosmici; ogni ciclo comincia in modo assoluto, perché ogni passato e ogni storia sono stati definitivamente aboliti grazie ad una reintegrazione folgorante nel Caos".
Così nelle tradizioni dell'India vedica troviamo che ogni creazione riproduce la creazione originale quella da caos a cosmos ossia la lotta originaria fra un'entità ordinatrice e formante contrapposta a quella indistinta e informe, è il caso di Tiāmat e Marduk, nella tradizione babilonese. Nel pantheon greco è Crono, figlio di Gea e Urano (terra e cielo), che non voleva che i suoi figli venissero alla luce.
Ma anche in ciò che noi riteniamo oggi attività profane, come la danza, esiste un archetipo. La danza del labirinto per i Greci rievocava la danza che Teseo fece dopo aver ucciso il Minotauro e liberato le 7 coppie di giovani. Chiunque la eseguisse diveniva Teseo, ma non solo, i movimenti di questa danza si rifacevano al movimento dei pianeti. Altre ritualità arcaiche si muovono attorno all'investitura del centro. Per un luogo, l'essere il centro della terra è importante perché diviene la residenza della divinità, sia questo un palazzo o una montagna; per i babilonesi Marduk, il dio della creazione, risiedeva a Babilonia (bab è porta, letteralmente porta degli dei), che diveniva così axis mundi, punto d'incontro fra regioni infere, terra e cielo.Il riconoscere una montagna o un palazzo, come centro del mondo, fa sì che queste diventino anche centro della creazione che in tutte le "genesi" si muove a partire dal centro di un qualcosa, come per l'embrione umano. Eliade pone in evidenza come attraverso la ritualità e quindi la sacralizzazione di luoghi persone o cose, l'uomo arcaico aspiri al rendere il mondo in cui vive "reale".

### Il primato antropologico del sacro
Il fattore religioso (e più ancora quello mistico) sono per Eliade la chiave di volta per la comprensione dell'essenza dell'uomo. In pieno XX secolo, di fronte ai progressi scientifici, tecnologici e sociali egli resta un grande sostenitore del valore profondo dell'esistenza arcaica. Egli ha scritto: 
(Storia delle credenze e delle idee religiose - vol. I – Sansoni 1999 – p.7)

### Le diverse concezioni della religione
L'opera di Eliade sulla religione secondo vari autori è caratterizzata da una varietà di concezioni.

Ad esempio Michel Meslin ritiene che Mircea Eliade abbia impostato il suo studio sulla morfologia della religione..

Douglas Allen vi ha trovato un'impostazione basata sulla fenomenologia della religione. 

Bryan S. Rennie ha portato molti argomenti per dimostrare che Eliade è principalmente un filosofo della religione; punto di vista questo condiviso da Mircea Itu.
 
Carl Olson ha visto negli studi di Eliade un'oscillazione tra filosofia e teologia.

Per Adrian Marino Eliade è un esponente dell'ermeneutica religiosa.

Natale Spineto, che ha esaminato gli scritti dei vari critici delle opere di Eliade, ha affermato che Eliade ha spesso utilizzato il metodo comparativo di Vittorio Macchioro adottando lo stile di James Frazer e il rigore storico di Raffaele Pettazzoni.

### L'ermeneutica
La concezione di ermeneutica di Mircea Eliade è stata analizzata in dettaglio da Adrian Marino. Eliade in particolare segue il modello proposto da Paul Ricœur e accusa di riduzionismo Karl Marx perché riduce la società all'economia, in particolare a mezzi di produzione, Friedrich Nietzsche perché riconduce l'uomo ad un concetto arbitrario del superuomo e Sigmund Freud, perché limita la natura umana all'istinto sessuale. Paul Ricœur chiama i tre autori «i tre grandi distruttori, i maestri del sospetto» la cui più efficace funzione è stata quella di avere «tutti e tre [liberato] l'orizzonte per una parola più autentica, per un nuovo regno della Verità, non solo per il tramite di una critica "distruggitrice", ma mediante l'invenzione di un'arte di interpretare.»

## Critiche

### Eccessiva generalizzazione
Eliade cita un'ampia varietà di miti e rituali in supporto alle sue teorie. È stato però accusato di eccessiva generalizzazione: numerosi studiosi ritengono che nei suoi lavori manchino prove sufficienti per rendere le sue teorie dei principi universali, o almeno generali, sulla storia delle religioni. Secondo Douglas Allen, "Eliade è stato forse il più popolare e influente tra gli studiosi contemporanei di storia delle religioni", ma "molti, se non la maggior parte, degli specialisti in antropologia, sociologia e storia delle religioni hanno ignorato o liquidato rapidamente i suoi lavori".
Il classicista Geoffrey Kirk ha criticato l'insistenza di Eliade sull'idea che gli aborigeni australiani e gli antichi abitanti della Mesopotamia conoscessero i concetti di "essere", "non essere", "reale" e "divenire", pur non avendo termini per indicarli. Kirk ritiene anche che Eliade abbia esteso eccessivamente l'ambito delle sue teorie: Eliade ritiene, per esempio, che il mito moderno del buon selvaggio sia il prodotto della tendenza religiosa a idealizzare l'età primordiale e mitica. Secondo Kirk "queste esagerazioni, unite a una marcata ripetitività, hanno reso Eliade impopolare tra molti antropologi e sociologi. Sempre secondo Kirk, Eliade avrebbe basato la sua teoria dell'eterno ritorno sulle funzioni della mitologia aborigena e l'avrebbe poi applicata ad altre mitologie per le quali era inadeguata. Per esempio, Kirk ritiene che l'eterno ritorno non descriva a sufficienza le funzioni della mitologia greca e di quella nordamericana. Kirk conclude che "la teoria di Eliade offre una descrizione accettabile di alcuni miti, non una guida per comprenderli tutti.
Nell'introduzione al volume di Eliade sullo sciamanesimo, anche Wendy Doniger, che gli succedette all'Università di Chicago, afferma che la teoria dell'eterno ritorno non è applicabile a tutti i miti e i rituali, anche se è applicabile a molti di essi. Comunque, pur accettando le critiche a Eliade sulle eccessive generalizzazioni, Doniger nota che il suo tentativo di "comprendere l'universale" gli ha permesso di intuire schemi e modelli che "attraversano il mondo e l'intera storia umana". Che fossero vere o no, sostiene Doniger, le teorie di Eliade sono ancora utili "come punto di partenza per una storia comparata delle religioni", e sono applicabili "anche a dati nuovi ai quali Eliade non aveva accesso".

### I dati empirici nella storia delle religioni
Alcuni studiosi hanno criticato il lavoro di Eliade perché carente di dati empirici: non sarebbe perciò riuscito a "offrire una metodologia adeguata per lo studio delle religioni e rendere questa disciplina una scienza empirica"; gli stessi critici ammettono però che "la storia delle religioni non ha l'obiettivo di essere una scienza empirica". In particolare, la sua concezione del sacro come struttura della coscienza umana è considerata inaccettabile perché non dimostrabile empiricamente: "nessuno ha ancora definito la categoria fondamentale di sacro". È stata criticata anche la tendenza di Eliade a ignorare gli aspetti sociali della religione. L'antropologa Alice Kehoe ha criticato fortemente lo studio di Eliade sullo sciamanesimo soprattutto perché è opera non di un antropologo ma di uno storico delle religioni: Kehoe fa notare che Eliade non ha svolto alcun lavoro sul campo né contattato alcun gruppo indigeno che praticasse lo sciamanesimo, e che il suo lavoro è una sintesi di diverse fonti senza il supporto della ricerca diretta.
Kees W. Bolle, al contrario, sostiene che l'approccio di Eliade sia "empirico in tutti i suoi lavori" grazie alla sua particolare attenzione ai "vari motivi particolari" dei diversi miti. Lo studioso francese Daniel Dubuisson ha invece messo in dubbio gli insegnamenti di Eliade e la sua figura di ricercatore, sottolineando il suo rifiuto di considerare le religioni nel loro contesto storico-culturale e suggerendo che la sua idea di "ierofania" si riferisse all'esistenza vera e propria di un livello sovrannaturale.
Ronald Inden, storico dell'India, ha criticato Mircea Eliade e altri intellettuali (tra i quali Carl Gustav Jung e Joseph Campbell) per aver incoraggiato una visione "romantica" dell'induismo. Inden afferma che il loro approccio alla questione soffre di una visione orientalista e fa sembrare l'induismo "un regno chiuso, dominato dalla fantasia e dalla religiosità che mancano agli uomini occidentali e di cui essi hanno bisogno".

### Influenze della cultura di destra
Nonostante gli studi di Eliade non siano subordinati alle sue idee politiche, la scuola di pensiero di Nae Ionecu che ha condiviso negli anni Trenta, ossia il vitalismo esperienzialista (trăirism), ha dei punti di contatto con alcuni aspetti del fascismo. Anche i lavori di Julius Evola, da lui apprezzati, sono ideologicamente legati al fascismo. Marcel Tolcea sostiene che Eliade abbia mantenuto il suo legame con l'estrema destra attraverso la particolare interpretazione del pensiero di René Guénon proposta da Julius Evola. Daniel Dubuisson ha descritto l'idea di Eliade di "homo religiosus" come un riflesso dell'elitismo fascista e ha sostenuto che la sua visione del giudaismo e dell'Antico Testamento, che considerava gli ebrei nemici di un'antica religione cosmica, era sostanzialmente una riproposizione della retorica antisemita.
In un suo articolo del 1930 Eliade descrive Julius Evola come un grande pensatore e loda i controversi intellettuali Oswald Spengler, Joseph Arthur de Gobineau, Huston Stewart Chamberlain e l'ideologo nazista Alfred Rosenberg. Quando Evola, che continua a sostenere i principi del fascismo mistico, protesta con Eliade per non essere stato menzionato in un suo scritto, lo studioso romeno replica che i suoi lavori sono rivolti al pubblico comune e non agli iniziati dei circoli esoterici. Dopo gli anni sessanta Eliade, insieme a Evola, Louis Rouger e altri intellettuali, offre supporto al controverso Gruppo di ricerca e studio per la civiltà europea di Alain de Benoist, espressione della Nuova Destra intellettuale.
Eliade si è occupato a lungo del culto di Zalmoxis e del suo presunto monoteismo. Questo, insieme alla conclusione che la romanizzazione era stata un fenomeno superficiale nella Dacia romana, è una visione vicina ai sostenitori del nazionalismo protocronista. Secondo lo studioso Sorin Antohi, Eliade potrebbe aver incoraggiato i protocronisti, e in particolare Edgar Papu, a svolgere ricerche volte a dimostrare che le popolazioni romene medievali avevano anticipato il Rinascimento.
Nel suo studio su Eliade, Jung e Campbell, Ellwood discute anche il legame tra le teorie accademiche dei mitologi citati e i loro controversi rapporti politici, facendo notare che tutti e tre sono stati accusati di sostenere posizioni politiche reazionarie. Ellwood sottolinea l'ovvio parallelo tra la natura conservatrice dei miti, che celebrano un'epoca aurea primordiale, e il conservatorismo dell'estrema destra. La questione sarebbe comunque più complessa: qualunque fossero le loro posizioni politiche, sostiene Ellwood, i tre mitologi erano spesso "apolitici" (se non "anti-politici") e rifiutavano l'idea della salvezza nel mondo terreno. Inoltre, i rapporti tra la mitologia e la politica erano diversi in ciascuno dei tre mitologi in questione: nel caso di Eliade, un forte senso nostalgico (per l'infanzia, il tempo passato, la religione cosmica) avrebbe influenzato non solo i suoi interessi accademici, ma anche la sua ideologia politica.
Dato che Eliade è rimasto estraneo alle questioni politiche nella seconda parte della sua vita, Ellwood ha cercato di estrarre un'implicita filosofia politica dal suo lavoro accademico e sostiene che l'interesse di Eliade per le antiche tradizioni non lo abbia reso affatto un reazionario. Ellwood, al contrario, conclude che l'Eliade maturo era "un modernista radicale". Secondo Ellwood,
Numerosi studiosi hanno accusato Eliade di essenzialismo, un tipo di generalizzazione nel quale si attribuisce impropriamente un'"essenza" comune a un intero gruppo (in questo caso, a tutte le società "religiose" o "tradizionali"). Inoltre, alcuni vedono un legame tra l'essenzialismo di Eliade riguardo alla religione e l'essenzialismo fascista sulle razze e le nazioni. Per Ellwood questa associazione "sembra piuttosto contorta, e alla fine si riduce a poco più che un argomento ad hominem che tenta di mischiare il lavoro accademico di Eliade con la pessima reputazione associata alle Sturmabteilung e alla Guardia di ferro". In ogni caso, Ellwood ammette che alcune tendenze del "pensiero mitologico" potrebbero aver portato Eliade, così come Jung e Campbell, a vedere certi gruppi in modo "essenzialista", e ciò potrebbe spiegare un certo antisemitismo: "La tendenza a considerare genericamente le persone, le razze, le religioni o i partiti, che come vedremo è il difetto più grave del pensiero mitologico, incluso quello dei mitologi moderni come i nostri tre, può essere collegata al nascente antisemitismo, o viceversa".

## Opere tradotte in italiano
Tra parentesi, la data di pubblicazione dell'opera originale.

### Opere scientifiche (saggistica)
- Mito e realtà, Torino: Borla, 1966
- Il sacro e il profano, Torino: Boringhieri, 1973 (1956).
- Lo sciamanismo e le tecniche dell'estasi, Roma: Edizioni Mediterranee, 1974 (1951).
- Mefistofele e l'androgine, Roma Edizioni Mediterranee, 1971 (1962)
- Da Zalmoxis a Gengis-Khan, Roma, trad. A. Sobrero, Casa Editrice Astrolabio, 1975 (1970). Seconda ed. a cura di H.C. Cicortaș: Roma, Edizioni Mediterranee, 2022.
- La prova del labirinto. Intervista con C.-H. Rocquet, Milano: Jaca Book 1979/2002.
- Arti del metallo e alchimia, Torino: Bollati Boringhieri, 1980 (1956).
- Immagini e simboli. Saggi sul simbolismo magico e religioso, Milano: Jaca Book, 1981; ristampa 2007.
- La nascita mistica: riti e simboli d'iniziazione, Brescia: Morcelliana, 1974/1988 (1959).
- Spezzare il tetto della casa. La creatività e i suoi simboli, Milano: Jaca Book, 1988/1997 (1986).
- Il mito della reintegrazione, a cura di Roberto Scagno, Milano: Jaca Book: 1989 (1939).
- La creatività dello spirito. Un'introduzione alle religioni australiane, Milano: Jaca Book 1990.
- I riti del costruire, a cura di Roberto Scagno, Milano: Jaca Book, 1990.
- Storia delle credenze e delle idee religiose, 3 voll., Firenze: Sansoni, 1990; nuova edizione Milano: Rizzoli.
- Occultismo, stregoneria e mode culturali, Torino: Lindau, 2018 (vecchia ed. Firenze: Sansoni).
- Cosmologia e alchimia babilonese, a cura di H.C. Cicortaș, postfazione di P. Mander. Torino: Lindau, 2017.
- Oggetto e modalità della credenza religiosa (1º volume dell'Enciclopedia delle religioni), Milano: Jaca Book, 1993.
- Il rito. Oggetti, atti, cerimonie (2º volume dell'Enciclopedia delle religioni), Milano: Jaca Book, 1994.
- Lo yoga. Immortalità e libertà, a cura di Furio Jesi, trad. di Giorgio Pagliaro, Milano: Rizzoli, 1995/1999 (1954).
- Lo studio delle religioni. Discipline e autori (5º volume dell'Enciclopedia delle religioni), Milano: Jaca Book, 1995
- L'esperienza. Vita religiosa, individuale e collettiva (3º volume dell'Enciclopedia delle religioni), Milano: Jaca Book, 1996.
- Il pensiero: concezione e simboli (4º volume dell'Enciclopedia delle religioni), Milano: Jaca Book, 1997.
- Trattato di storia delle religioni, Torino: Bollati Boringhieri, 1999 (1949-64).
- L'isola di Euthanasius, trad. di Cristina Fantechi, Torino: Bollati Boringhieri, 2000.
- Religioni del Mediterraneo e del Vicino Oriente antico (11º volume dell'Enciclopedia delle religioni), Milano: Jaca Book, 2002.
- Ebraismo (6º volume dell'Enciclopedia delle religioni), Milano: Jaca Book, 2003.
- Islam (8º volume dell'Enciclopedia delle religioni), Milano: Jaca Book, 2005.
- Induismo (9º volume dell'Enciclopedia delle religioni), Milano: Jaca Book, 2006.
- Buddhismo (10º volume dell'Enciclopedia delle religioni), Milano: Jaca Book, 2006.
- Religioni dell'Estremo Oriente (13º volume dell'Enciclopedia delle religioni), Milano: Jaca Book, 2007.
- Tecniche dello Yoga, Torino: Bollati Boringhieri, 2007.
- Miti, sogni e misteri, Torino: Lindau, 2007.
- Oceanografia, trad. di Cristina Fantechi, Milano: Jaca Book 2007  (1934).
- Fragmentarium, trad. di Cristina Fantechi Milano: Jaca Book, 2008,  (1939).
- Yoga. Saggio sulle origini della mistica indiana, Torino: Lindau 2009 (1936).
- Religioni dell'Eurasia (12º volume dell'Enciclopedia delle religioni), Milano: Jaca Book, 2009.
- Religioni dell'Africa (14º volume dell'Enciclopedia delle religioni), Milano: Jaca Book, 2009.
- Religioni delle Americhe (16º volume dell'Enciclopedia delle religioni), Milano: Jaca Book, 2010.
- Religioni dell'Oceania (15º volume dell'Enciclopedia delle religioni), Milano: Jaca Book, 2012.
- Salazar e la rivoluzione in Portogallo, a cura di H.C. Cicortaș,  Milano: Edizioni Bietti, 2013 (1942).
- La psicologia della meditazione indiana, a cura di H.C. Cicortaș, Roma: Edizioni Mediterranee, 2017.
- Il mito dell'eterno ritorno, Torino: Edizioni Lindau, 2018 (1949).
- Patanjali e lo yoga, Roma Edizioni Mediterranee, 2019.

### Letteratura (romanzi e racconti, diari, memorie, drammaturgia)
- Passione a Calcutta [Maitreyi], Roma: La Caravella, 1945; seconda ed.: Jaca Book, 1989  [v. infra, Maitreyi. Incontro bengalese] (1933)
- Giornale [Fragments d'un journal], Torino: Bollati Boringhieri, 1976. (1973)
- Il vecchio e il funzionario [Pe strada Mântuleasa], Milano: Jaca Book, 1978; nuova ed.: 1997
- Il serpente, Milano: Jaca Book, 1982. (1937)
- Nozze in cielo, trad. di M. Baffi, Milano: Jaca Book, 1983;1996. (1938)
- Signorina Christina, Milano: Jaca Book, 1984;  (1936)
- Notti a Serampore, Milano: Jaca Book, 1985 (ristampa: 2017) (1940)
- La foresta proibita, Milano: Jaca Book, 1986 (trad. francese: 1955; prima ed. originale romena, Noaptea de Sânziene: 1971).
- Diciannove rose, trad. di Iuliana Batali Ciarletta, Milano: Jaca Book, 1987.
- Il segreto del dottor Honigberger/ Un uomo grande, trad. di M. Baffi, Milano: Jaca Book, 1988.
- Maitreyi. Incontro bengalese, trad. di Iuliana Batali Ciarletta, Milano: Jaca Book, 1989, 2017 (1933).
- India, trad. di Fulvio Del Fabbro e Cristina Fantechi, Torino: Bollati Boringhieri, 1991 (1934)
- Le promesse dell'equinozio. Memorie 1 (1907-1937), a cura di R. Scagno, Milano: Jaca Book, 1995.
- Le messi del solstizio. Memorie 2 (1937-1960), a cura di R. Scagno, Milano: Jaca Book, 1996.
- Il romanzo dell'adolescente miope, trad. di Celestina Fanella, Milano: Jaca Book, 1992 (1928).
- Diario d'India, trad. di Fulvio Del Fabbro e Cristina Fantechi, Torino: Bollati Boringhieri, 1995
- La biblioteca del mahārāja e Soliloqui, trad. di Cristina Fantechi, Torino: Bollati Boringhieri, 1997
- Un'altra giovinezza [Tinerețe fără de tinerețe], trad. di Cristina Fantechi, Milano: Rizzoli, 2007 (1976); nuova ed.: Roma: Atlantide, 2023
- Diario portoghese, a cura di R. Scagno, trad. di C. Fantechi, Milano: Jaca Book, 2009.
- Gaudeamus, trad. di Celestina Fanella, Milano: Jaca Book, 2012.
- Erotismo mistico indiano, Roma: Castelvecchi, 2013.
- Dayan e altri racconti, a cura e trad. di H.C. Cicortaș, Milano: Bietti, 2015.
- Gli huligani, trad. di Cristina Fantechi,  Milano: Jaca Book 2016. (1935).
- Tutto il teatro. 1939-1970, a cura e trad. di H.C. Cicortaș Milano: Bietti, 2016. (Comprende: Ifigenia, Uomini e pietre, 1241, Avventura spirituale, La colonna infinita)
- Diario (1970-1985), trad. di Cristina Fantechi, Milano: Jaca Book, 2018
- Il segreto del dottor Honigberger, a cura e trad. di H.C. Cicortaș, Milano: Bietti, 2019. (1940)
- Racconti fantastici, vol. I, a cura e trad. di H.C. Cicortaș e I. Tavilla, introduzione di Sorin Alexandrescu, Roma: Castelvecchi, 2023. (Comprende: La signorina Christina, Il serpente, Il segreto del dottor Honigberger, Notti a Serampore, Un uomo grande, Dodicimila capi di bestiame, La figlia del capitano, Il litomante, Una fotografia di quattordici anni, Dalle zingare, Il ponte, Addio!...)
- Racconti fantastici, vol. II, a cura e trad. di H.C. Cicortaș e I. Tavilla, introduzione di Sorin Alexandrescu: Roma, Castelvecchi, 2024. (Comprende: Strada Mântuleasa, I fossi, Ivan, Uniformi da generale, In incognito a Buchenwald..., La mantella, Les trois Grâces, Giovinezza senza giovinezza..., Alla corte di Dioniso, Diciannove rose, Dayan, All'ombra di un giglio...).[51]
- Il grande esilio. 1945-1969, a cura e prefazione di R. Scagno, trad. e note di C. Fantechi: Jaca Book, Milano, 2024.